# 查內爾冰川
64°47′S 63°19′W / 64.783°S 63.317°W
查內爾冰川（英語：Channel Glacier）是南極洲的冰川，位於帕默群島的溫克島，流經尼普峰和瓦爾山脈之間，全長3公里，該冰川由比利時的探險隊發現。